# Chiesa di San Giorgio Martire (Resia)
La chiesa di San Giorgio Martire è un luogo di culto cattolico di San Giorgio, frazione del comune sparso di Resia, in provincia e arcidiocesi di Udine; fa parte della forania della Montagna ed è sussidiaria della parrocchiale di Santa Maria Assunta di Prato.

## Storia
Non si conosce la data di fondazione dell'originaria cappella di San Giorgio, la quale comunque pareva essere molto antica.
La chiesa venne interessata da un rifacimento nel XVIII secolo, per poi essere consacrata il 26 giugno 1763 dall'arcivescovo di Udine Bartolomeo Gradenigo.
Agli inizi del Novecento la torre campanaria venne dotata della nuova cupola a cipolla; danneggiata dall'evento sismico del 1976, la chiesa fu restaurata e adeguata alle norme postconciliari nel 1980, per poi venir bendetta l'11 luglio 1982 dall'arcivescovo di Udine Alfredo Battisti.

## Descrizione

### Facciata
La facciata a salienti della chiesa, rivolta a levante, presenta al centro il portale d'ingresso, mentre sulla ali laterali si aprono due finestrelle.
Addossato al prospetto principale è il campanile a pianta quadrata, che si imposta su archi a tutto sesto sorretti da pilastri in pietra; la cella presenta su ogni lato una bifora ed è coronata dalla cupola a cipolla poggiante sul tamburo a base ottagonale.

### Interno
L'interno dell'edificio è suddiviso da pilastri sorreggenti archi a tutto sesto con cornici bicrome in tre navate, coperte da volte a vela; al termine dell'aula si sviluppa il presbiterio, rialzato di alcuni gradini, ospitante l'altare maggiore e chiuso dall'abside a tre lati.
Qui sono conservate diverse opere di pregio, tra le quali l'affresco con soggetto San Giorgio, i due altari laterali dedicati a San Giuseppe e alla Beata Vergine Maria e la pila dell'acqua santa, risalente al 1657.